# Sya Styles
Pour les articles homonymes, voir Styles (homonymie).
Sya Styles, de son vrai nom Rachid Aït Baar, né le 25 avril 1978 à 
Marseille et mort le 26 octobre 2015 dans le 9e arrondissement de Marseille,, est un DJ/producteur français d'origine marocaine.
Il était DJ du groupe Psy 4 De La Rime, qu'il a formé avec ses amis d'enfance, les trois cousins Alonzo, Vincenzo et Soprano, originaires des Comores et membre du « Suck me Klub ».

## Biographie

### Jeunesse
C'est à l'âge de neuf ans, qu'il découvre le rap avec l'album d'Eric B & Rakim Paid in Full. Très tôt, il va s'intéresser à cette culture venue d'outre-Atlantique. Bboy dans l'âme, il va s'essayer à toutes les disciplines et c'est derrière les platines qu'il va être le plus à l'aise.

### Carrière
Il commence sa carrière aux côtés de ses acolytes Vincenzo, Alonzo et Soprano dans le groupe Psy 4 de la rime, quadruple disque d'or avec les albums Block Party, Enfants de la lune, Les Cités d'or et Quatrième dimension.
En parallèles de son groupe, sa passion pour le scratch, le pousse à fonder le premier « turntablist band » français avec DJ Ralph et DJ Majestic : « Les Turntables Dragun'Z ».
Deux projets remarqués voient le jour : Operation Dragon et Art of fighting, deux albums qui feront de Sya un spécialiste en matière de deejaying et lui permettront de se faire définitivement un nom dans le milieu du turntablism. Plusieurs fois mandaté par le Disco Mix Club en qualité de juge (DMC Battle for Canadian Supremacy & the 2000 Canadian Team Battle, DMC France - Vestax), il fera partie des deux seuls français invités au Skratchconn 2000 à San Francisco avec DJ Sly (Transformer'z).
Ainsi, sa carrière se poursuit et de nombreuses collaborations lui offrent le succès (D-Styles, A-Trak, IAM, Freeman, Afrob et Skillz en Mass) et son éclectisme le mène sur des projets musicaux totalement différents (à noter Beauté du blues de Paul Personne).
Il rejoint l'équipe de DJ résident de Radio Vitamine aux côtés de John Revox, David Vendetta et DJ Abdel avec l'émission de musique hip hop/Electro FIGHT KLUBIN.
En 2010, il intègre officiellement la Team NUMARK.
Après avoir créé le FIGHT KLUB avec DJ 2shé et Zenn Tao, il intègre les « Transformer'z » avec DJ Sly et Daddy K. Son combat au quotidien est de faire tomber les murs érigés par l'industrie musicale qui cloisonne les genres. Comme il le dit souvent : « Pour moi, il n'y a que deux genres musicaux : la bonne et la mauvaise musique », citation de Duke Ellington de 1935.

### Mort
Sya Styles meurt à l'âge de 37 ans le 26 octobre 2015 à Marseille, des suites d'un cancer. Son ancien compagnon de scène, Soprano, lui rend par ailleurs hommage au travers de son titre Roule, et Alonzo au travers de son titre Comme Avant.

## Discographie

### Albums (participation en tant que producteur)
- 2010 :
  - Vincenzo - Vu des Block III 
    - intro
- 2008 :
  - Psy4 de la Rime - Les Cités d'Or -  disque d’or
  - Lygne 26 - Rockstar Attitude
    - De la force pour mes frères
    - Gran Turismo feat Tonyno
- 2007 :
  - Soprano - Puisqu'il faut vivre -  disque d’or
    - Psy4 de la Rime - Welcome
- 2006 :
  - Princess Aniès - Ma p'tite histoire
    - Chargé

- 2005 :
  - Psy4 de la Rime - Enfants de la Lune -  disque d’or
- 2004:
  - TSE Music - vol.1
  - Table Sous Écoute-bac nord mix
  - OM ALL STARS
    - Psy4 de la Rime - Marseillais
- 2003 :
  - Psy4 de la Rime - Block Party -  disque d’or
  - Taxi 2 - L'Album
    - One Shot-
- 2002 :
  - Freeman - Mars Eyes
    - Y'a Plus D'règne)
- 2001 :
  - Meli - R.I.F.
    - Stress En Masse feat. Afrob

  - Afrob - Made in Germany
    - En position de débat (feat. Warda)
- 2000 :
  - La Cosca Team :La mixe tape vol.2    
    - Bouga Feat Veust Lyricist - Les Frères Castagne
    - Bouga - Cui Cui

  - ElectroCypher 
    - City 3000
    - Wonder
    - Space cannibals
    - Who drives the car

  - Taxi 2 - B.O
    - Nuttea & Taïro - Trop de polémique

### Albums (participation en tant que scratcheur)
- 2010 :
  - Vincenzo - Vu des Block III
    - intro
- 2008 :
  -     - Freeman - L'espoir D'un Crêve
    - intro)

  - Lygne 26 - Rockstar Attitude
    - Gran Turismo feat Tonyno
- 2007 :
  - Chroniques de Mars 2 
    - intro
    - outro

- - 2006 :
  - Akhenaton - Soldat de fortune 
    - Vue De La Cage
    - Déjà Les Barbelés

  - L'Algérino - Les derniers seront les premiers
    - M.A.R.S
- 2005 :
  - Akhenaton - Black Album 
    - L'esprit De Mes Cimeterres
    - Ancient Scriptures

  - Akhenaton - Sol Invictus
    - Quand Ça Se Disperse
- 2004:
  - TSE Music - vol.1
    - Table Sous Écoute-bac nord mix
- 2003 :
  - Taxi 2 - One Shot
    - Millenaire
- 2002 :
  - Freeman - Mars Eyes
    - Ya plus d'règne

  - Gasoline - A Journey Into Abstract Hip-Hop
    - Dragun'z Invasion
- 2001 :
  - French Connection
    - Interlude
- 2000 :
  - Paul Personne - Patchwork Electric
    - La Beauté Du Blues

  - La Cosca:La mixe tape vol.2
    - Alonzo - C'est pas le rap a ton père
    - Bouga - Cui Cui

  - Sad Hill impact
  - Comme un Aimant - B.O
    - Psy4 de la Rime - La pluie d'un désert
    - Bruizza - "S"
- 1999 :
  - Freeman - Le Palais de Justice -  disque d’or
  - La Cosca Team - La mixe tape vol.1
- 1998 :
  - ZONZON 
    - Psy 4 De La Rime - L'œil de ma liberté
    - Da Mayor - Huis-Clos

### Singles
- 2010 :
  - BOUGA - Ou sont les… (production)
  - ALONZO - Je Suis Le Quartier (production/scratch)
- 2008 : 
  - Psy4 De La Rime - Jeunesse France (production)
  - Psy4 De La Rime - On Sait Mais On Fait (production)
- 2005 : 
  - Psy4 De La Rime - Le Monde Est Stone (production)
  - Psy4 De La Rime feat. Anna Toroja - Enfants De La Lune (production)
  - Psy4 De La Rime - Effet De Style, Effet De Mode (production/scratch)
- 2003 : 
  - Psy4 De La Rime - Sale Bête (production/scratch)
- 2002 : 
  - Psy4 De La Rime feat. Saleem - Le Son Des Bandits (production)
- 2001 : 
  - Meli - Skills En Masse (production)
  - Turntable Dragun'z - Beatz Vandalism (scratch)
- 2000 : 
  - One Shot - Millenaire (scratch)

### DVD
- 2008 : Psy 4 De La Rime - AU Tour des Cités d'Or
- 2007 : DVD Live TSE -  Alonzo / Sale Equipe / Lygne 26
- 2004 : PSY 4 de la rime - Le Tour des Blocks
- 2002 : Live Au Dock Des Sud - Akhenaton / Psy 4 De La Rime / Chiens De Paille

### B.O Cinéma/Score
- 2003 : Taxi 2 de Luc Besson
- 2003 : Comme un Aimant de Kamel Saleh et Akhenaton
- 1998 : Zonzon de Laurent Bouhnik

### Mixtapes
- 2010 : 
  - Soprano - De puisqu'il faut vivre et la colombe et le corbeau
- 2009 : 
  - Alonzo - Un dernier coup d'œil dans le rétroviseur
- 1998 : 
  - TURNTABLE DRAGUN'Z - Opération Dragon
  - Art of Breaking - Volume 1

### Mixtapes (participation)
- 2007 : 
  - Sang pleur - Block Operatoire Vol.1 (intro)
- 1999 : 
  - Hypercut Vol.2- Compilation
  - Enter the dragon - Dj Devious
- 1998 : 
  - Les Diamants sont éternels

### BreakBeat
- 2001 :
  - DJ Majestic - Art of Fighting - Vol.2
- 2000 :
  - TURNTABLE DRAGUN'Z - Art of Fighting - Vol.1

### BreakBeat (participation)
- 2000 :
  - La Fondation - Battle Weapons Vol.3 Da Skratchy Day official Breakbeat

### Mixe Studio Album
- 2010 : 
  - Alonzo - Les temps Modernes(ingénieur: Chris Chavenon)
- 2008 : 
  - Psy4 de La Rime - Les Cités D'or(ingénieur: Chris Chavenon)
- 2005 : 
  - Sale Equipe - Au cœur de la Haine
- 2005 : 
  - Psy4 de La Rime - Enfants de la Lune(ingénieur: Eric Chevet)
- 2002 : 
  - Psy4 de La Rime - Block Party(ingénieur: Eric Chevet)